# 惠宁寺
惠宁寺，位于辽宁省朝阳市北票市下府经济开发区三府村，是一座藏传佛教格鲁派寺院。

## 历史
惠宁寺的所在地，原名卓索图盟土默特右旗，后改为辽宁省北票县下府蒙古族自治旗，再后来是辽宁省北票市下府蒙古族乡（寺位于下府村）。此后变为辽宁省北票市下府经济开发区（寺位于三府村。白石水库移民后，上府村、下府村、中心府村、凌北村等村合并为三府村）。
惠宁寺创建于清朝乾隆三年（1738年）。根据寺内现存的清朝道光二年（1822年）蒙古文碑等史料记载，清朝顺治年间，成吉思汗直系后裔阿拉坦路日勒汗的侄子嘎拉嘎的两个儿子温布朝（又译鄂木布）、朝和日（又译楚王虎尔）自呼和浩特土默特旗来到巴颜和硕（即后来的北票下府），见这里一面靠山，三面环水，水草丰美，便将“金枝玉叶府，塞北砂坨第一家”的东土默特王府迁到此处。乾隆年间，执政的哈木嘎巴雅斯古朗图贝子始建寺庙。据该寺内道光二年（1822年）蒙古文碑载：“乾隆三年修建四方殿、东西两侧庙里塑造佛像”，“乾隆十五年修大殿及东西两侧庙三间和二门三间”，“乾隆二十一年皇帝钦定庙名为惠宁寺”，“乾隆四十八年修西侧五间殿奉五皇佛”，“乾隆六十年维修大殿扩建东侧殿为五间，把破旧的七间楼重新修成七间殿、西侧修三间关帝庙”。
乾隆四十八年（1783年），贝子萨波丹端奴日布又扩建了大殿，将西侧殿增修为五间，供奉五皇佛；贝子萨波丹拉喜塑造释迦牟尼像。贝子朋素克嶙亲王在乾隆六十年（1795年）扩建了大殿，并将东侧殿扩建为五间，内塑冥王等佛像，还铸造天冥佛供奉在大殿二层，殿前修建宽阔台阶，将破旧的七间楼重修为七间殿，西侧修建关帝庙三间，院内用石砖铺地。
嘉庆五年（1800年），“援助佛教的大善主佑仁额呼、政府贝子玛后召达日阿”在钟楼、鼓楼前面竖起两根高六丈五尺的旗杆。嘉庆八年（1803年），在山门前安放两个石狮子。1814年，“繁荣佛教的罗萨瓦译经帅佛”扩建了七间殿，在该殿讲经的“第一代问世活佛拉佛金巴阿旺拉希”塑造了铜铸镀金十一面千手千眼佛。自1738年到1814年，惠宁寺的扩建、改建工程形成了如今该寺的规模。
1988年，惠宁寺被列为辽宁省文物保护单位。1990年，经过国家批准，辽宁省开始兴建白石水库，惠宁寺处在水库的淹没区内，惠宁寺古建筑及36株约300岁的古树面临淹没。这些古松柏中有的是成吉思汗24代孙亲自种植。1996年，有关部门组织北京、沈阳、大连、深圳等地专家对惠宁寺整体搬迁及36株古松柏整体移栽进行论证。惠宁寺整体搬迁方案获批准；但36株古松柏的整体移栽由于技术所限而决定不移栽，由当地政府原地保护。
1999年，文物部门开始对惠宁寺整体迁移，并进行修缮。2005年春，惠宁寺搬迁修缮工程进行了整体验收，获国家文物局专家好评。惠宁寺每根房梁、砖头被拆后逐一编号，壁画整体切割，迁至新址复原。新址位于旧址西北1.5公里的山坡上。惠宁寺的搬迁规模大于三峡张飞庙的搬迁。
2000年，由于树木移栽技术在中国已有成功经验，北票市有关部门将古树进行了移栽。2006年2月5日，古树移植工程启动，3月15日完工，36株古树被迁到了惠宁寺新址，按照原在该寺的位置分别种植。曾在1995年到1998年任该寺住持的图布丹达瓦（后任赤峰市佛教协会副会长）对古树移植工程表示满意。
过去该寺每年佛事活动众多。农历五月二十日、九月二十三日、腊月二十日举办送鬼节法会；四月十五日为祭佛祖纪念日，最为盛大；五月十三日是单刀会，六月二十四日是双刀会，统称老爷庙会；正月十五日转庙日为该寺法会，乐队和喇嘛从大殿开始奉车上的佛像绕行围墙一周，回到大殿后，喇嘛诵经奏乐，将佛像从车上请回大殿内的原位。除祭祀外，还举办唱大戏等活动，来逛庙会的人众多。十月二十五日是宗喀巴诞寿纪念日，全寺喇嘛举办法会三天，来自各地的喇嘛云集至此，和该寺喇嘛共同诵经，前来瞻礼的信众很多。如今每年农历四月十五日，是惠宁寺庙会举办日。

## 建筑
惠宁寺位于北票市城区东南15公里的下府，坐北朝南，南朝大凌河，东临牦牛河，西临凉水河，北靠端木塔杜山。惠宁寺内松柏葱郁，周边环境清新。
现存的惠宁寺依墙体中线为准，南北长198米，东西宽63米，占地面积12000余平方米。南北为中轴线。现存建筑16座，共有170多间，自南到北有山门、天王殿、大殿、藏经阁、七间殿，两侧有配殿、钟鼓楼等建筑。主要建筑有：
- 山门：山门前月台上有一对石狮，连底座通高3米，雕刻精细。[7]山门两侧有东角门、西角门，两门的原物已无存。[3]
- 天王殿：天王殿两侧墙上开有东、西月亮门。
  - 钟楼、鼓楼：位于天王殿前的东西两侧。东为钟楼，西为鼓楼。
  - 东更房、西更房：位于天王殿前的东西两侧，钟楼、鼓楼的北侧。
- 大殿
  - 药王殿：位于大殿前东侧。
  - 书写殿：位于大殿前西侧。
  - 武王殿：位于大殿东侧。
  - 五佛殿：位于大殿西侧。
- 四方殿（藏经阁）
  - 东配殿、西配殿：位于藏经阁前东西两侧。西配殿原物已无存。
- 七间殿（舍利殿）
  - 弥勒殿：位于七间殿前东侧。
  - 关公殿：位于七间殿前西侧。[3]

惠宁寺周边原有兆万仓、帅佛仓、拉僧仓等12个喇嘛仓，其中2个为官仓，10个为私仓。惠宁寺周围原来还有上百栋喇嘛住宅，占地面积30万平方米。如今保存较为完整的有帅佛仓（石佛仓）、东石佛仓两个院落。